# Маклауд, Иэн Сиар
Иэн Сиар Маклауд (гэльск. Iain Ciar MacLeòid; 1330 — ок. 1392) — 4-й глава клана Маклауд (ок. 1370 — ок. 1392). Старший сын и, как полагают, преемник своего отца Малкольма в 1360—1370 годах. Традиция клана гласит, что он был самым тираническим из всех вождей Маклаудов. Его жена якобы была такой же жестокой, как и он сам; Говорят, что она похоронила двух своих дочерей заживо в темнице замка Данвеган, когда они попытались покинуть клан. Иэн Сиар погиб в засаде примерно в 1392 году. Ему наследовал его второй и единственный выживший сын Уильям Клейрих.

## Биография
По словам историка клана двадцатого века Р. К. Маклауда, Иэн Сиар Маклауд, по оценкам, родился в 1330 году или, возможно, позже; он был старшим ребенком и сменил своего отца Малькольма в промежутке между 1360 и 1370 годами. В рукописи Баннатайна начала XIX века говорится, что он получил от короля Шотландии Роберта II хартию на земли Троттерниша и все другие его земли на острове Скай — хотя Маклауд отметил, что не смог найти никаких доказательств существования упомянутой хартии. В рукописи говорится, что Иэн Сиар был «самым тираническим и кровожадным деспотом, которого одинаково боялись и ненавидели все его вассалы и члены его собственной семьи». Далее говорится, что он женился на дочери ирландского вождя О’Нила и что она была такой же жестокой, как и её муж. Например, в рукописи рассказывается, что, когда она обнаружила, что две её дочери собираются бежать от ее тирании вместе со своими любовниками (два брата Маккуин из Роуга), она приказала засечь братьев до смерти, их тела бросить в море, а двух ее дочери были похоронены заживо в темнице замка Данвеган.

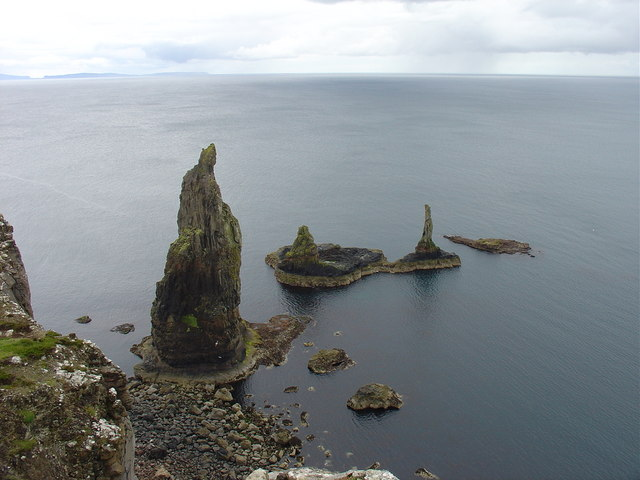
Девы Маклауда, Скай, где, как говорят, погибли жена и три внебрачные дочери Иэна Сиара.

В рукописи рассказывается история, в которой Иэн Сиар охотился на оленей вместе с лидерами своего клана. Лес на Гаррисе, в котором они охотились, в древности принадлежал клану Уик Гиттих («дети Волка») и до сих пор частично принадлежал семье, хотя Маклауду они платили дань. Во время охоты Иэн Сиар выразил гнев по поводу того, что они не встретили белого оленя, который, как известно, обитал в этом районе. Вождь Маклауда предложил крупную награду тому, кто сможет обнаружить преступника, убившего животное. Враг вождя МакГиттича возложил вину на МакГиттиха, и, как следствие, Иэн Сиар жестоко казнил МакГиттих, вонзив ему в кишечник рога большого оленя. Когда охотничий отряд вернулся в Родель, намереваясь отплыть в Данвеган, мстительные МакГиттихи напали на Маклаудов. Иэн Сиар был поражен стрелой. Его сыну Уильяму Клейриху удалось сплотить свой клан и отразить нападавших. Жена Иэна Сиара, три его внебрачные дочери и другие женщины бежали от боевых действий на галере. Однако корабль был унесен ветром в море и через Минх, прежде чем он разбился на куски о скалы, которые в рукописи описаны как «Девицы». Раненого Иэна Сиара доставили в церковь в Роделе, где он скончался в тот же вечер. Его тело было доставлено в Иону, где оно и было похоронено. Ему наследовал его оставшийся в живых сын Уильям Клейрих. Историк конца девятнадцатого века А. Маккензи заявил, что Иэн Сиар умер вскоре после восшествия на престол короля Роберта III; Маклауд думал, что он был убит в 1392 году.

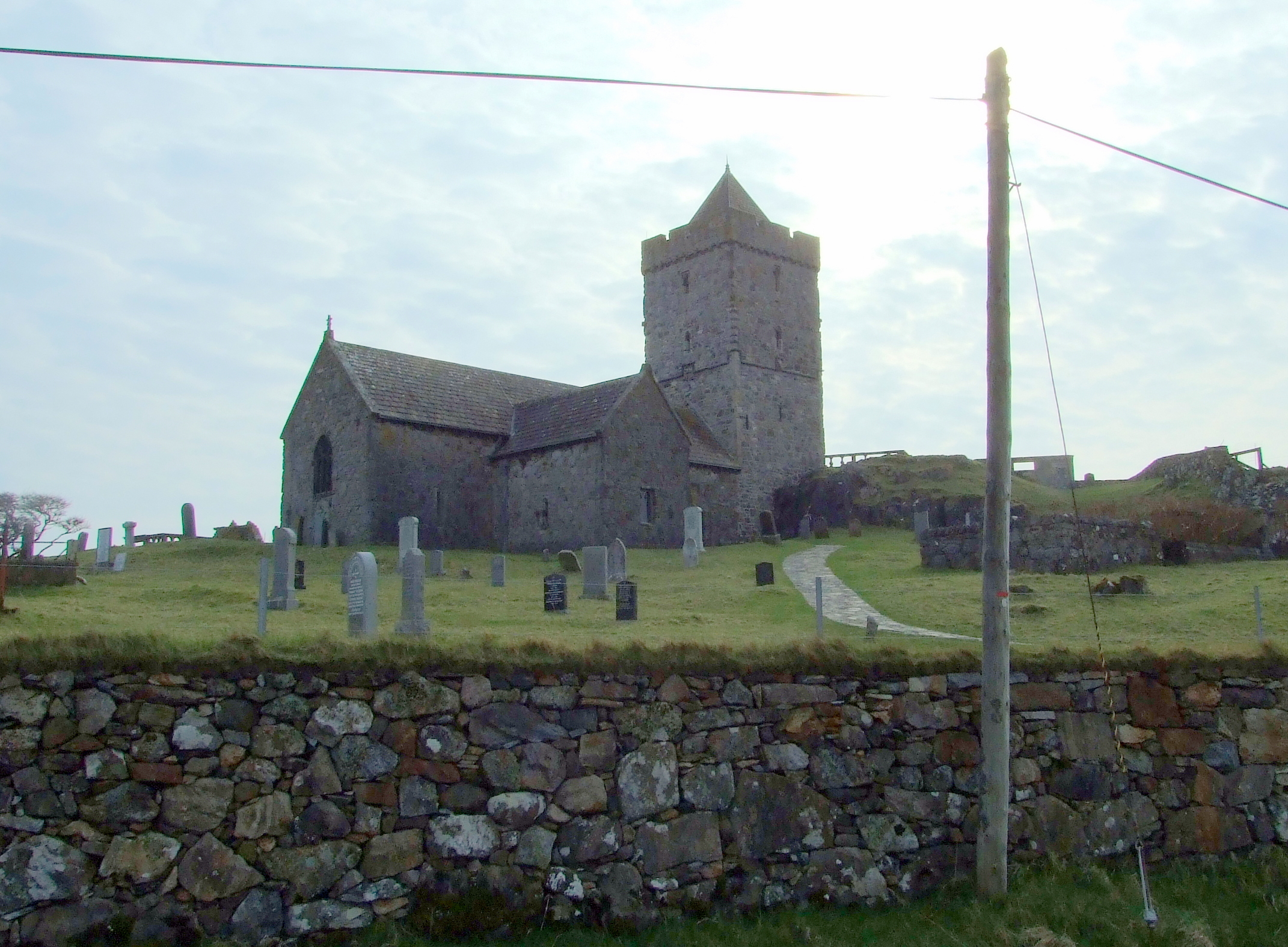
Церковь Святого Климента, Родель, Гаррис, куда, согласно традиции, был доставлен раненый Иэн Сиар перед его смертью.

В рукописи Баннатайна говорится, что первые семь вождей клана Маклауд были похоронены в Ионе. Хор аббатства Иона, по большей части, датируется началом шестнадцатого века. В центре хора находится большой камень, в котором когда-то находилась монументальная медь, которая, как традиционно считается, была маркером Маклауда . Камень образовал матрицу, которая когда-то содержала латунную инкрустацию (традиция утверждает, что это была серебряная инкрустация). Это самый большой резной камень на острове, его размеры 7 футов 9,25 дюйма (2,37 м) на 3 фута 10 дюймов (1,17 м). Р. К. Маклауд предположил, что, возможно, Леод и пятеро его преемников были похоронены под ним, однако, по его мнению, Иэн Сиар был похоронен в другом месте.

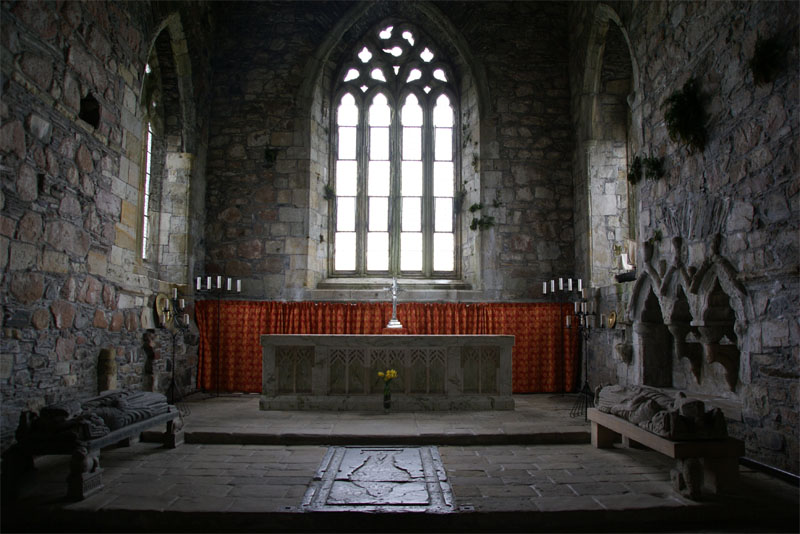
Хор аббатства Иона. Камень, который, как говорят, представляет клан Маклауд, виден на полу посередине; изображение слева (север) — клан Маккиннон, справа — клан Маккензи

Маклауд заявил, что на Ионе было еще одно надгробие Маклауда, которое предположительно было камнем Маклаудов из Льюиса XVI века. Несмотря на это, Маклауд предположил, что этот камень на самом деле принадлежал Иэну Сиару; поскольку, по его мнению, Иэн Сиар был слишком злым человеком, чтобы его похоронили в семейном склепе вместе со своими предшественниками. Маклауд расшифровал камень и считал, что латинская короткая форма означает: «Здесь покоится тело выдающегося Джона Доминуса М’Леоида», а также дату «1414». Он также отметил, что на камне изображен герб, и описал его как содержащую лимфаду, под которой стояли прямо стоящие четыре животных. Два животных слева смотрели друг на друга, и Маклауд подумал, что это львы. Третьим животным он считал оленя; четвертый Маклауд не смог идентифицировать, хотя предполагал, что он может представлять собой какой-то геральдический знак его жены, принадлежавшей к ирландской династии О’Нил.

## Дети
Согласно рукописи Баннатайна, у Иэна Сиара и его жены из клана О’Нил было два сына и четыре дочери. Также записано, что у него было три внебрачные дочери, убитые вместе с женой. Старший сын Малькольм был убит на пиру на Льюисе, где он намеревался жениться на дочери своего родственника. Однако во время пира завязалась драка, в которой и он, и его родственник были убиты. В результате некоторое время после этого между двумя ветвями — Клан Маклауд из Льюиса и Клан Маклауд — ощущалась горечь. Второй сын Иэна Сиара, Уильям, должен был пройти обучение в церкви и был известен как «Клерих», клерк. В конечном итоге он стал преемником своего отца.
В рукописи говорится, что одна из дочерей Иэна Сиара вышла замуж за Лахлана Маклейна из Дуарта, а другая вышла замуж за Камерона из Лохила — у обеих были дети. Двое из них были убиты, как отмечалось выше, еще до брака.